# Filiberto Villalobos
Filiberto Villalobos González (Salvatierra de Tormes, 7 de octubre de 1879-Salamanca, 13 de febrero de 1955) fue un médico de cabecera y político español, ministro de Instrucción Pública y Bellas Artes durante la Segunda República.

## Biografía
Se licenció en Medicina por la Universidad de Salamanca, doctorándose por la Universidad Central de Madrid.
En Madrid, para costearse sus estudios de doctorado, trabajó como médico de la Beneficencia Municipal. Al regresar a Salamanca en 1906, trabajó como médico rural en Guijo de Ávila y en Guijuelo. Destacó por ser el primer médico en usar rayos X en Salamanca, algo que le originó varias quemaduras y la pérdida de un dedo de la mano. Este aparato de rayos fue el tercero de España, tras el de Madrid y Barcelona. Junto a su trabajo como médico fue también profesor auxiliar de la Facultad de Medicina.
En 1906 contrajo matrimonio con Elvira Mier Durán, con la que tuvo a cuatro hijos: Remedios, Carmen, Fernando y Enrique (también médico).
Tras la guerra civil abandonó la política y se dedicó plenamente a la medicina, donde se distinguió por su extraordinaria bondad, un altruismo jamás igualado. "La consulta siempre estaba repleta de gente, predominando la gente de clases populares. Ir a la consulta de mi padre era como ir al taumaturgo. Resolvía problemas familiares, unía matrimonios, ponía paz..."
No dejó su actividad clínica hasta que falleció en Salamanca por un infarto de miocardio, el 13 de febrero de 1955. Su funeral fue uno de los más multitudinarios que se recuerdan en esa ciudad. 

### Político
En 1909 inicia su carrera política cuando es elegido, como independiente, concejal en el Ayuntamiento de Salamanca, cargo en el que permanecerá hasta 1913, y como tal participará en la formación de Partido Reformista de Salamanca, que posteriormente se integrará en el Partido Liberal Demócrata.
Diputado a Cortes por la circunscripción de Salamanca en las elecciones de 1918, 1919, 1920 y 1923, al proclamarse la II República es nuevamente elegido en las elecciones de 1931, 1933 por el Partido Liberal Demócrata, y en las elecciones de 1936 por el Partido Centrista.
Ministro de Instrucción Pública y Bellas Artes entre el 28 de abril y el 29 de diciembre de 1934 en los gobiernos presididos por Ricardo Samper y Alejandro Lerroux se verá obligado a dimitir y a abandonar el Partido Liberal Demócrata al no contar con el necesario apoyo, ni de su propio partido ni de la CEDA que figuraba como socio de gobierno, en su política educativa.
Elegido nuevamente ministro de Instrucción Pública y Bellas Artes, ya como miembro del Partido Centrista, ocuparía la cartera entre el 30 de diciembre de 1935 y el 19 de febrero de 1936 en el gobierno que presidiría Manuel Portela Valladares.
Durante la Guerra Civil sufrió la represión franquista, permaneciendo encarcelado desde el 10 de agosto de 1936 hasta el 20 de julio de 1938. Sufrió también sanciones económicas. Tras la Guerra Civil, se retira de la política, pero continúa con su labor social y su trabajo en medicina.

### Labor social
En 1900 (mientras que era estudiante de medicina) fundó la asociación estudiantil "Unión Escolar" y el semanario del mismo nombre, bajo la tutela de Unamuno. Mediante esta asociación impartió conferencias y lecciones nocturnas para los obreros, buscando promover la cultura entre estos.
En 1909 creó creado la "Asociación de la Mendicidad" para el apoyo asistencial.
Entre 1922 y 1934 fue consejero-delegado de la Caja de Previsión Social, y consejero de la Caja de Ahorros de Salamanca, fomentando la edificación de escuelas.  Con él se aprobó el nuevo Plan de Bachillerato de carácter cíclico y racional, de una duración de siete años, y que finalizaba con un examen final de conjunto.
Su principal preocupación fue la educación y la asistencia de los niños sin recursos, para lo que fundó en 1927 la asociación "Los Amigos de la Escuela y del Niño", con el objetivo de enviar niños a los sanatorios de Oza y Pedrosa, y al balneario de La Toja, que hasta 1936 logró atención médica para 3000 niños pobres. Fue enterrado en el cementerio de San Carlos Borromeo.

## Publicaciones

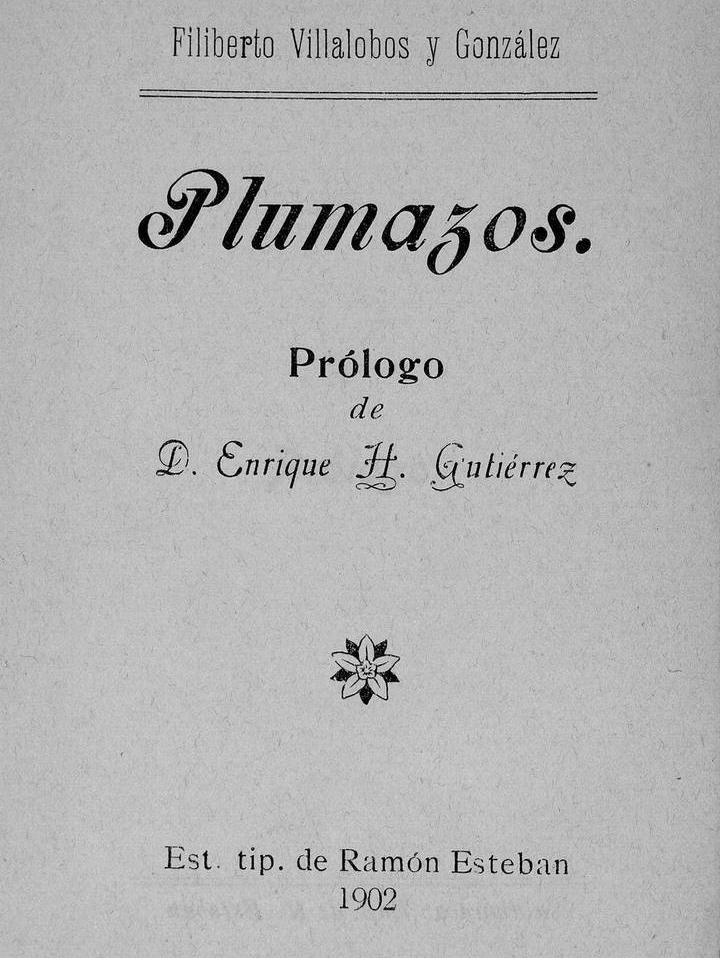
Plumazos, libro publicado en 1902.

- Plumazos. Salamanca: Est tip de Ramón Esteban; 1902.[7]

## Distinciones y homenajes
- El 1 de julio de 1934, Torresmenudas lo nombró Hijo Predilecto, y le dio su nombre a una plaza, la Plaza Filiberto Villalobos
- En mayo de 1935, el Ayuntamiento de Salamanca le organizó otro gran homenaje.[8]
- En 1971, el Ayuntamiento de Salamanca da el nombre de “Filiberto Villalobos” al Colegio Nacional de barrio Garrido. El Colegio Nacional de “Filiberto Villalobos” de Salamanca organizó en 1972 un homenaje en memoria de su titular.
- En 1975 el Ayuntamiento de Béjar le rindió homenaje poniendo su nombre a una calle. Ya en democracia, el primer ayuntamiento democrático de la ciudad de Salamanca le dedica una de las calles principales de la ciudad.
- En 1976 por el Colegio de Médicos de Salamanca.
- En 1984 se celebró en Guijuelo otro homenaje en su honor.
- En 2005 se inauguró en su honor la exposición "Sueños de Concordia"; al mismo tiempo se inauguró por unanimidad del pleno del Ayuntamiento la estatua situada en la glorieta Filiberto Villalobos, al final de la Avenida del Doctor Villalobos.